# Sporobolus purpurascens
Sporobolus purpurascens là một loài thực vật có hoa trong họ Hòa thảo. Loài này được (Sw.) Ham. miêu tả khoa học đầu tiên năm 1825.